# Терънс Малик
Терънс Фредерик Малик (на английски: Terrence Frederick Malick) е американски режисьор и сценарист. Трите му най-известни филма са: Опасни земи (1973), Райски дни (1978) и Тънка червена линия (1998). За Райски дни Мартин Скорсезе казва, че всеки кадър от филма заслужава да бъде окачен в рамка. Режисьорът Дейвид Гордън Грийн казва, че е вдъхновен именно от Малик. 

## Биография
Малик е роден на 30 ноември 1943 г. в Отава, Илинойс. Израства във ферма и работи като земеделски работник преди да започне да учи философия в Харвард. След като завършва там се премества в Модлин Колидж в Оксфордския университет като стипендиант на Роудс, но прекъсва обучението си преди да напише своята дисертация за Мартин Хайдегер поради разногласие със съветника си. Връща се в САЩ и преподава философия в МИТ, като междувременно е журналист на свободна практика.

## Филмография

### Игрални филми
| Година | Филм                | Оригинално заглавие |
| ------ | ------------------- | ------------------- |
| 1973   | Опасни земи         | Badlands            |
| 1978   | Райски дни          | Days of Heaven      |
| 1998   | Тънка червена линия | The Thin Red Line   |
| 2005   | Новият свят         | The New World       |
| 2011   | Дървото на живота   | The Tree of Life    |
| 2012   | До чудото           | To the Wonder       |
| 2015   | Рицар на чашите     | Knight of Cups      |
| 2017   | Песен за песен      | Song to Song        |